# Maillardreactie
De maillardreactie (ook wel niet-enzymatische bruinkleuring genoemd) is de verzamelnaam voor een complexe reeks chemische reacties die optreden tussen reducerende suikers en aminozuren (bijvoorbeeld in eiwitten), al dan niet onder invloed van warmte (bakken). Bij omgevingstemperatuur zal de reactie ook optreden onder invloed van zelfbruinende stoffen op de huid, zoals DHA.

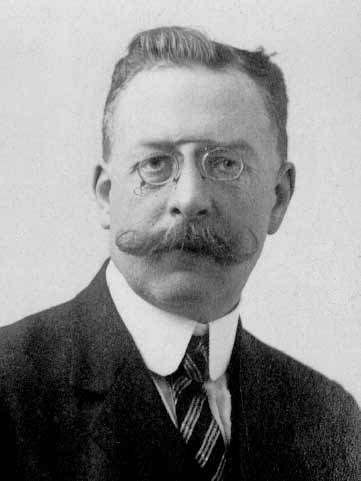
Louis Camille Maillard

Tijdens het bakken worden voedingsmiddelen bruin en dit bruinen wordt de maillardreactie genoemd. Het bruinen is een chemische reactie tussen reducerende suikers en aminozuren. Omdat er altijd wel eiwitten en suikers aanwezig zijn in ingrediënten, bedrijft iedere kok onwillekeurig maillard-chemie. In principe verloopt de maillardreactie op iedere temperatuur, maar hoe lager de temperatuur hoe langzamer de reactie verloopt.
In levensmiddelen leidt de maillardreactie tot een verandering van smaak, geur en voedingswaarde. Het meest zichtbaar is de veranderende kleur waarbij een bruin-gele kleur ontstaat. De maillardreactie treedt onder meer op bij koken, de bereiding van bier, brood, chocolade, vlees en koffie en in vrijwel alle producten die gebakken, geroosterd, gebraden of gefrituurd worden. 
Bij hoge temperaturen kan acrylamide worden gevormd, dat carcinogeen is.
De maillardreactie is genoemd naar de Franse arts en chemicus Louis Camille Maillard. Maillard hield zich vooral bezig met onderzoek naar nierziekten en onderzocht onder andere het effect van suiker en aminozuren op de nieren. Later heeft Maillard zich ook beziggehouden met onderzoek naar levensmiddelen. 
Volgens enkele onderzoekers is de maillardreactie verantwoordelijk voor het ontstaan van een afbeelding op de Lijkwade van Turijn.